# Helmuth von Moltke mlađi
Helmuth Johann Ludwig von Moltke (Gersdorf, 25. svibnja 1848. – Berlin, 18. lipnja 1916.) je bio njemački general i vojni zapovjednik. U razdoblju od 1906. do 1914. godine bio je načelnik Glavnog stožera njemačke kopnene vojske.

## Vojna karijera
Helmuth von Moltke mlađi rođen je 25. svibnja 1848. godine u Gersdorfu u pruskoj vojničkoj obitelji. Sin je Adolfa von Moltkea, inače danskog, a potom pruskog dužnosnika u Schleswig-Holsteinu i Auguste von Moltke rođene Krohn. Njegov ujak feldmaršal Helmuth von Moltke stariji bio je znameniti pruski vojskovođa, načelnik pruskog Glavnog stožera i junak njemačkog ujedinjenja, a po njemu je Moltke mlađi dobio i ime.
Moltke je u prusku vojsku stupio u travnju 1869. služeći u 86. streljačkoj pukovniji "Königin". Od travnja 1870. služi u 7. grenadirskoj pukovniji "Wilhelm I.". Služeći u navedenoj pukovniji sudjeluje u Prusko-francuskom ratu u kojem je zbog pokazane hrabrosti odlikovan Željeznim križem. Po završetku rata, od srpnja 1872. nalazi se na službi u 1. gardijskoj pješačkoj pukovniji u Potsdamu. Od listopada 1875. pohađa Prusku vojnu akademiju ,te se nakon završetka iste, u lipnju 1878., vraća na službu u 1. gardijsku pješačku pukovniju. U međuvremenu je, u rujnu 1877., unaprijeđen u čin poručnika.
Od 1880. raspoređen je na službu u Glavni stožer. Tijekom službe u Glavnom stožeru u travnju 1882. promaknut je u čin satnika, dok čin bojnika dostiže u listopadu 1888. godine. Od 1889. obnaša dužnost pobočnika svojeg ujaka Helmutha von Moltke starijeg, da bi nakon toga, od 1891., bio pobočnikom na dvoru cara Wilhelma II. U siječnju 1893. unaprijeđen je u čin potpukovnika, dok je u čin pukovnika promaknut u kolovozu 1895. godine. Iduće, 1896. godine u rujnu, imenovan je zapovjednikom 1. gardijske grenadirske pukovnije "Kaiser Alexander". Navedenu dužnost obnaša do ožujka 1899. kada postaje zapovjednikom 1. gardijske pjašačke brigade smještene u Potsdamu. Istodobno s tim imenovanjem promaknut je u čin general bojnika.
U siječnju 1902. unaprijeđen je u čin general poručnika, te imenovan zapovjednikom prestižne 1. gardijske pješačke divizije. Nakon toga u veljači 1904. postaje zamjenikom načelnika Glavnog stožera grofa Alfreda von Schlieffena.

## Načelnik Glavnog stožera
Nakon Schlieffenovog odlaska u mirovinu, Moltke 1. siječnja 1906. godine postaje načelnikom njemačkog Glavnog stožera pri čemu su mu protukandidati bili Hans von Beseler, Karl von Bülow, te Colmar von der Goltz. Navedeno imenovanje bilo je dosta kontroverzno jer se smatralo da je Moltke navedeni položaj dobio, ne zbog svojih vojnih sposobnosti, već zbog prijateljstva s carem. Neki povjesničari međutim, u navedenom imenovanju ne vide ništa sporno. Tako za Beselera smatraju da isti nije mogao postati načelnikom Glavnog stožera jer je bio preblizak sa Schlieffenom, dok su Bülow i von der Golz bili previše neovisni da bi odgovarali caru.
U listopadu 1906. Moltke je promaknut u čin generala pješaštva, dok je u čin general pukovnika unaprijeđen u siječju 1914. godine. Moltke je prije izbijanja Prvog svjetskog rata modificirao Schlieffenov plan koji je izradio njegov prethodnik, što je i bilo nužno. Tako je imajući u vidu jačanje francuskih snaga na jugu predvidio jače njemačke obrambene snage na lijevom krilu, na štetu njemačkog desnog krila koje je prodorom kroz Belgiju trebalo okružiti i zauzeti Pariz.

## Prvi svjetski rat
Moltkeovo zapovijedanje tijekom Prvog svjetskog rata nailazi na snažne kritike povjesničara. Tako mu se prigovara što je nakon prodora ruskih snaga u Istočnu Prusku prebrzo i prenervozno odlučio da dva korpusa brzo prebaci na Istočno bojište čime je u odlučnom trenutku oslabio njemačko desno krilo, što je nedvojbeno pridonijelo njemačkom porazu u Prvoj bitci na Marni. Prigovara mu se i što nije bolje iskoristio pomalo neočekivanu njemačku pobjedu na jugu u Bitci u Loreni. Kritike doživljava i Moltkeova odluka da u jednom trenutku poduzetnijeg Klucka i njegovu 1. armiju subordinira znatno opreznijem Bülowu i njegovoj 2. armiji što je spriječilo Klucka da prodre dalje na zapad i okruži Pariz. Moltkeu se i prigovara da je prilikom donošenja odluka imao nedovoljno informacija s bojišta na kojem su se prilike brzo mijenjale što je uzrokovalo i donošenje pogrešnih odluka posebice one da Kluck, suprotno Schlieffenovom planu, skrene prema jugu iako se još uvijek nalazio istočno od Pariza.
Tijekom prvih mjeseci Prvog svjetskog rata Moltkeovo se zdravlja sve više pogoršavalo. Nakon njemačkog poraza u Prvoj bitci na Marni Moltkea je 14. rujna 1914. godine na mjestu načelnika Glavnog stožera zamijenio Erich von Falkenhayn.

## Smrt
Nakon što je prestao biti načelnikom Glavnog stožera Moltke je još jedno vrijeme služio u Glavnom stožeru u Berlinu gdje se brinuo oko organizacije pričuvne vojske i teritorijalnih korpusa koji se nisu nalazili na bojištima. Dana 7. kolovoza 1915. godine dodijeljen mu je i orden Pour le Mérite.

Zdravstveno stanje mu se se međutim i dalje pogoršavalo. Preminuo je 18. lipnja 1916. godine od moždanog udara kojeg je doživio u Berlinu na pogrebu feldmaršala Colmara von der Goltza. Pokopan je u Berlinu na groblju Invalidenfriedhof.

## Vanjske poveznice
(eng.) Helmuth von Moltke na First World War.com

(eng.) Helmuth von Moltke na stranici Prussianmachine.com

(njem.) Helmuth von Moltke na stranici Deutschland14-18.de
| Prethodnik:           | Načelnik Glavnog stožera 1906-1914 | Nasljednik:          |
| Alfred von Schlieffen | Načelnik Glavnog stožera 1906-1914 | Erich von Falkenhayn |